# Dhahabiyya
Die Dhahabiyya (arabisch ذهبية, DMG Ḏahabīya, persisch ذهبيه Zahabīye) ist ein persischer Sufiorden. Sie ist eine recht kleine Tariqa und hat sich aus dem Kubrawiyya-Orden, gegründet von Nadschmuddin Kubra (1145–1220), entwickelt.